# Kalmiuske
Komsomolske (ukrainsk: Комсомомольське, russisk: Комсомольское) er en by i Starobesheve rajon, Donetsk oblast (provins i Ukraine. I maj 2016 omdøbte det ukrinske parlament, Verkhovna Rada, byen til Kalmiuske (ukrainsk: Кальміуське, russisk: Кальмиусское), for at overholde loven, der forbød navne af kommunistisk oprindelse. Den ukrainske regering kontrollerer ikke byen, og det nye navn er ikke anerkendt lokalt. 
Byen har en befolkning på omkring 11.447 (2021).
Fra midten af april 2014 blev indtog pro-russiske separatister  flere byer i Donetsk Oblast; herunder Komsomolske. Den 29. august 2014 sikrede ukrainske styrker sig angiveligt byen fra de prorussiske separatister.  Den 31. august blev den imidlertid generobret af separatisterne.